# Gammertingen
Gammertingen ist eine Kleinstadt im Landkreis Sigmaringen in Baden-Württemberg.

## Geographie

### Geographische Lage

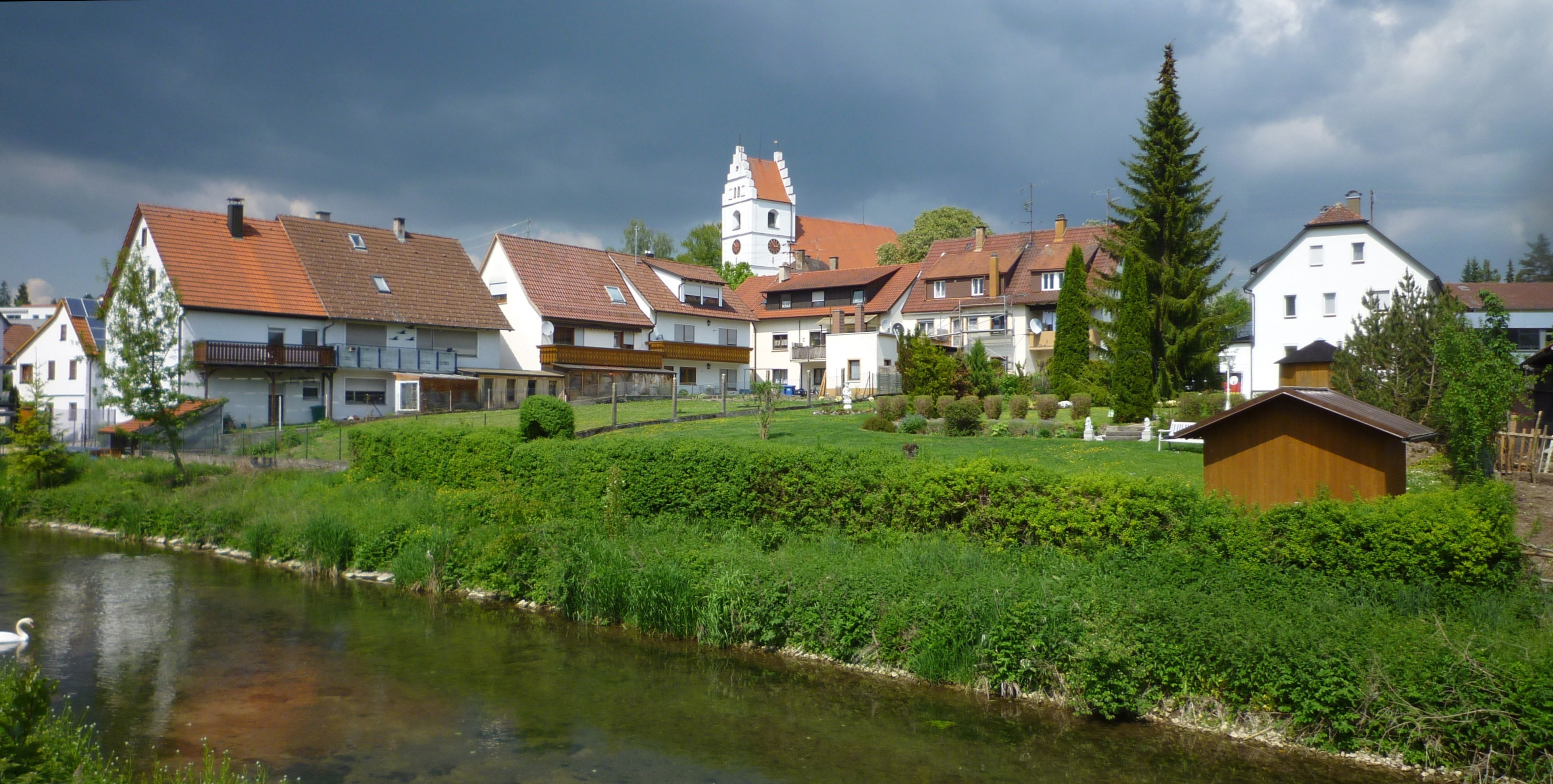
Gammertingen – Lauchert mit Stadtansicht und Kirche

Gammertingen liegt auf der Schwäbischen Alb im Tal der Lauchert, eines linken Nebenflusses der Donau.

### Nachbargemeinden
Folgende Städte und Gemeinden grenzen an die Stadt Gammertingen. Sie werden im Uhrzeigersinn genannt, beginnend im Nordosten:
Pfronstetten (Landkreis Reutlingen), Langenenslingen (Landkreis Biberach), Hettingen, Neufra, Burladingen (Zollernalbkreis), Trochtelfingen (Landkreis Reutlingen).

### Stadtgliederung
Neben der Kernstadt Gammertingen mit rund 5000 Einwohnern zählen zur Gesamtstadt auch fünf Stadtteile, nämlich die drei Teilgemeinden Feldhausen, Harthausen und Kettenacker zusammen mit der fürstlich-hohenzollerischen Domäne Lusthof auf der Hochfläche der Schwäbischen Alb sowie Bronnen und Mariaberg.

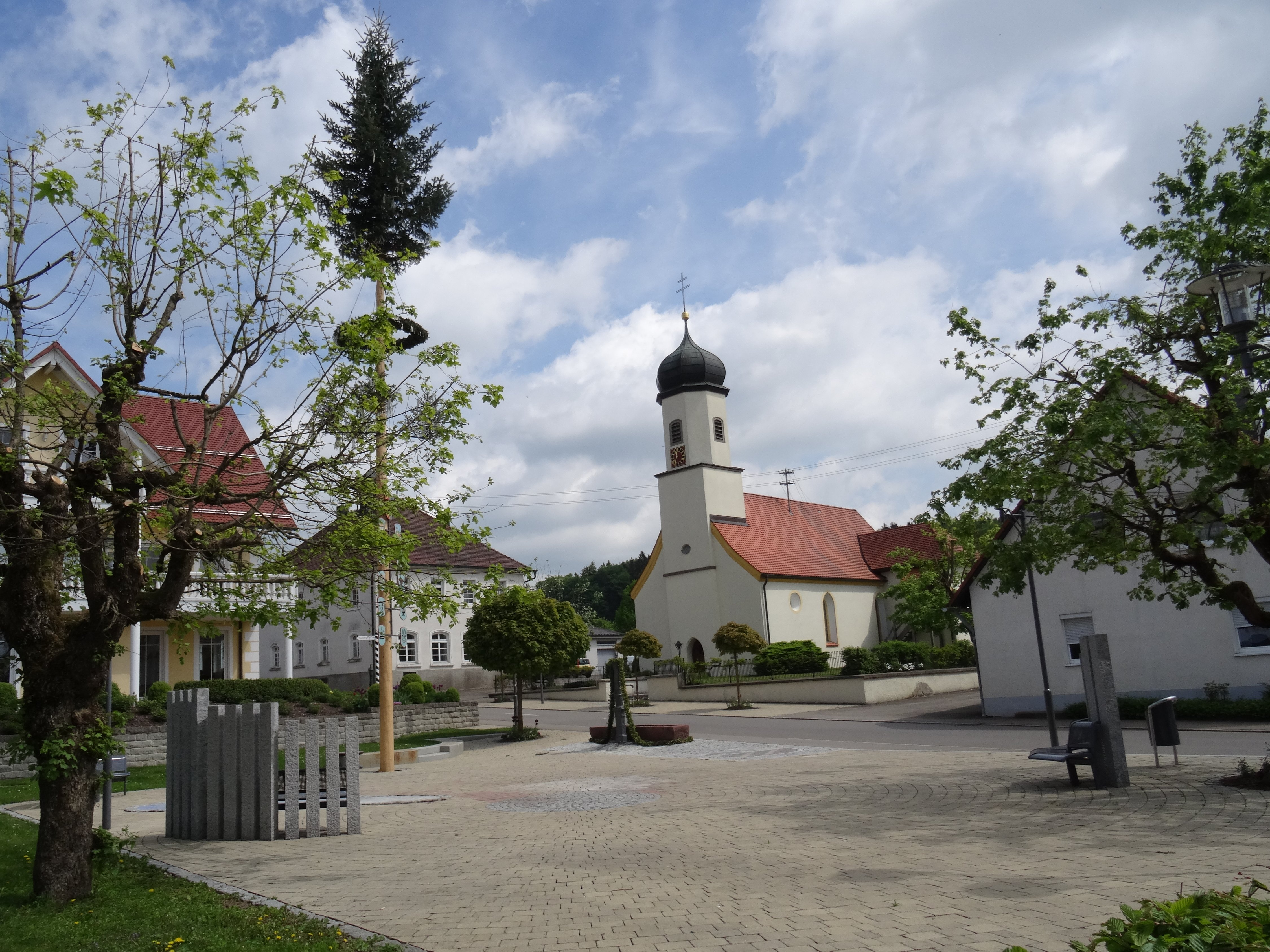
Harthausen

| Wappen                | Ortsteil                 | Einwohner | Fläche  |
| --------------------- | ------------------------ | --------- | ------- |
| Gammertingen          | Gammertingen (Kernstadt) | 4639      | 1769 ha |
| Bronnen               | Bronnen                  | 0379      | ?       |
| Feldhausen            | Feldhausen               | 0409      | 0991 ha |
| Harthausen            | Harthausen               | 0243      | 0671 ha |
| Kettenacker           | Kettenacker              | 0263      | 1084 ha |
| Kein Wappen Verfügbar | Mariaberg                | 0373      | ?       |

### Schutzgebiete
Gammertingen hat Anteil am  Landschaftsschutzgebiet Laucherttal mit Nebentälern, das sich von Norden nach Süden entlang der Lauchert durch das Stadtgebiet zieht. Die Lauchert gehört ebenso wie einige Flächen um den Kleine Burren zum  FFH-Gebiet Gebiete um das Laucherttal. Südöstlich von Gammertingen befindet sich zudem eine Teilfläche des Vogelschutzgebiets Südwestalb und Oberes Donautal.
Gammertingen ist außerdem die nördlichste Mitgliedsgemeinde des Naturparks Obere Donau.

## Geschichte

### Vorgeschichte

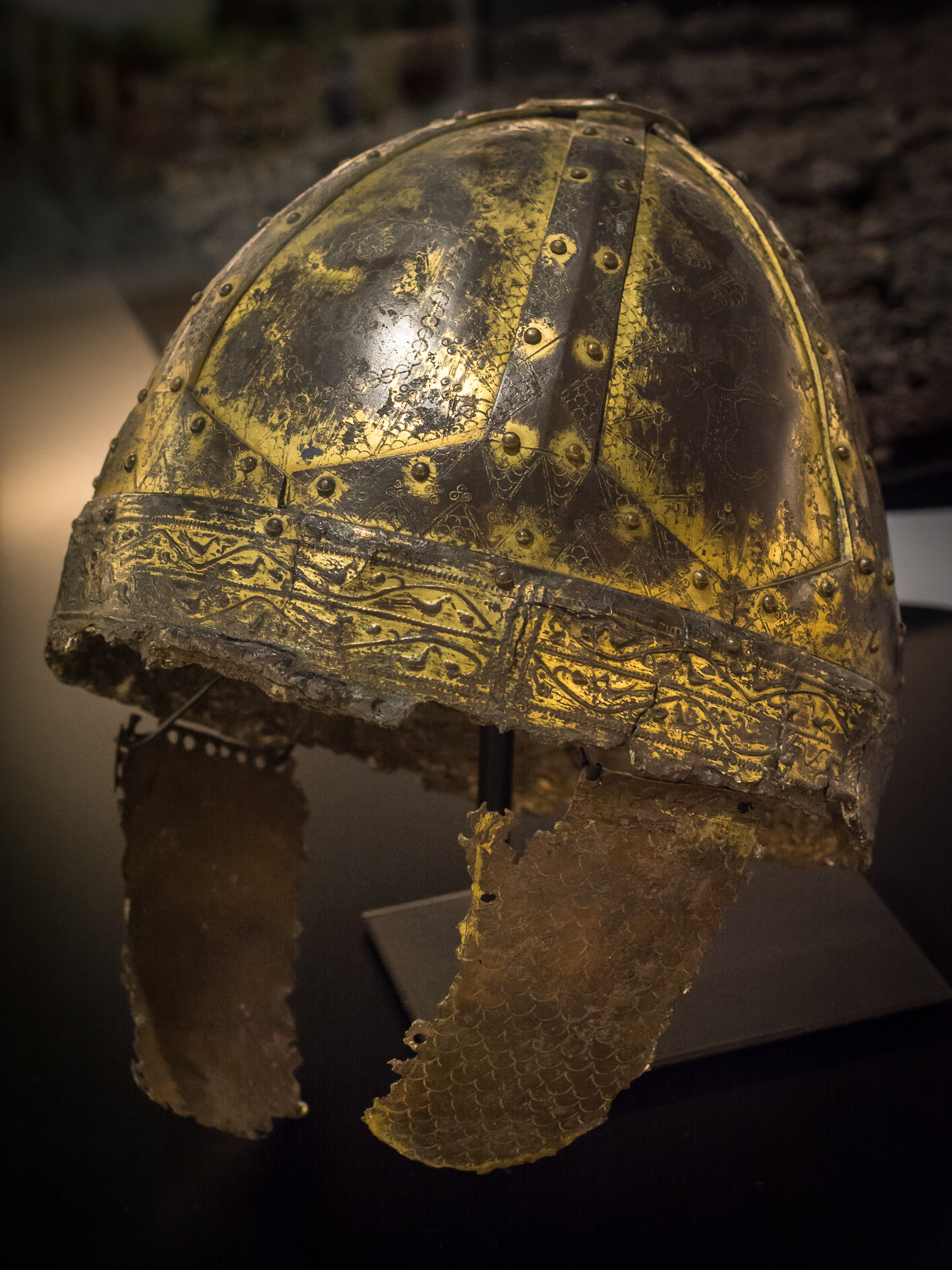
Helm eines hochrangigen Kriegers aus Gammertingen (spätes 6. Jahrhundert)

Die historischen Wurzeln Gammertingens reichen bis in die Bronzezeit zurück. Eine römische Fundmünze datiert in eine Zeit zwischen 341 und 354 n. Chr., in der der römische Limes in der Region bedeutungslos geworden war. Der bekannte Spangenhelm aus dem Fürstengrab von Gammertingen und weitere reiche Grabbeigaben aus einem Reihengräberfeld geben Aufschluss über eine frühe Besiedelung in der Merowingerzeit. Der bronzevergoldete Spangenhelm aus dem späten 6. Jahrhundert aus einem alemannischen Fürstengrab bei Gammertingen befindet sich in den Fürstlich Hohenzollernschen Sammlungen Sigmaringen.

### Mittelalter und frühe Neuzeit

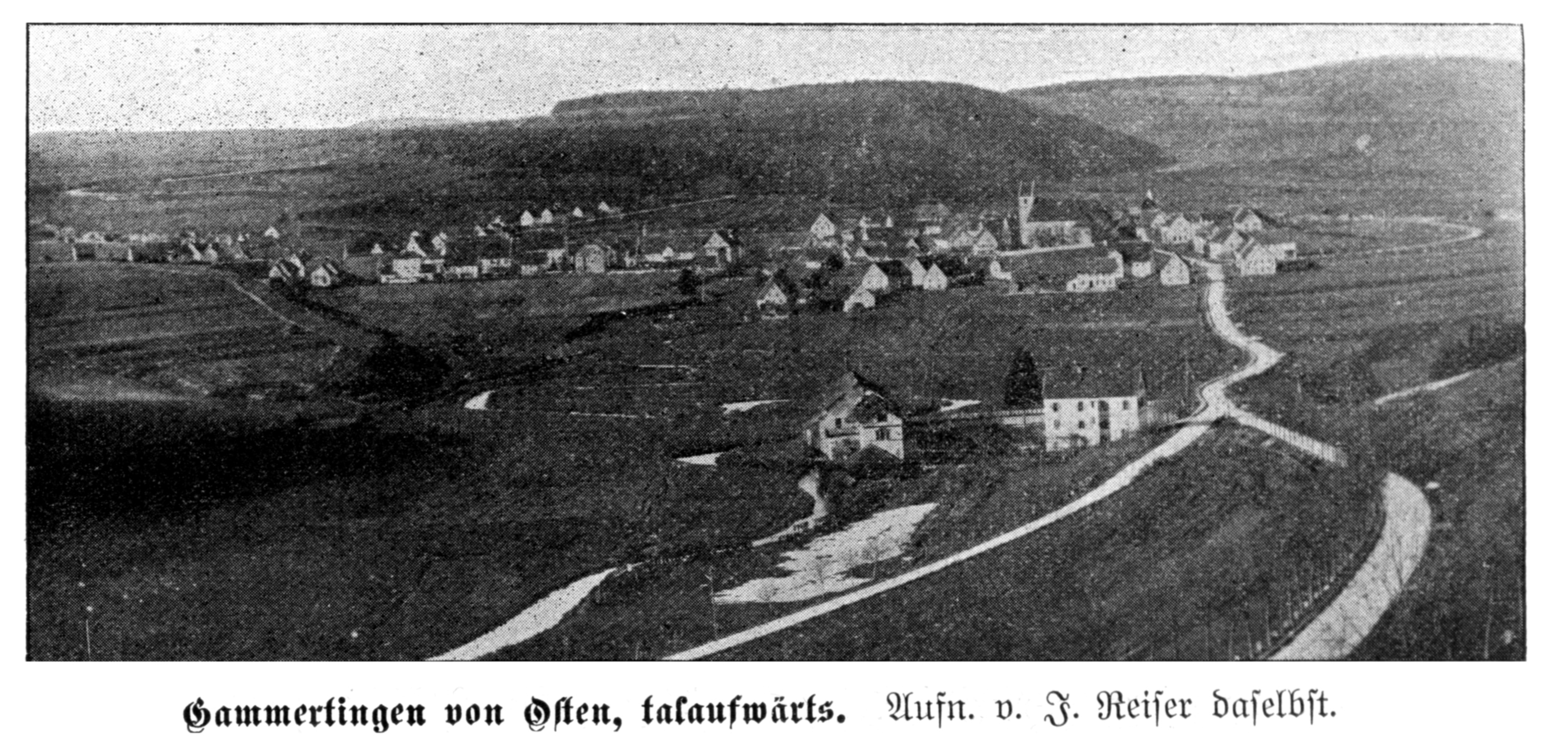
Schloss und Stadt Gammertingen von Osten (1905)

Gammertingen wurde erstmals 1101 auf einer Urkunde des Klosters Allerheiligen in Schaffhausen erwähnt. Damals gehörte der Ort den Grafen von Gammertingen, die auch Besitzungen im Oberengadin hatten. Später ging der Besitz an die Grafen von Veringen. Gammertingen wurde 1311 erstmals als Stadt erwähnt. Ab 1524 waren die Freiherren von Speth zu Zwiefalten Eigentümer. Dies dauerte bis 1806, als das Fürstentum Hohenzollern-Sigmaringen die Oberhoheit erlangte und Gammertingen erst hohenzollerische, später preußische Oberamtsstadt wurde. In der hohenzollerischen und ab 1849 als Teil der Hohenzollernschen Lande preußischen Zeit war Gammertingen Sitz von Oberamt, Amtsgericht, Forstamt und Katasteramt.

### 20. Jahrhundert

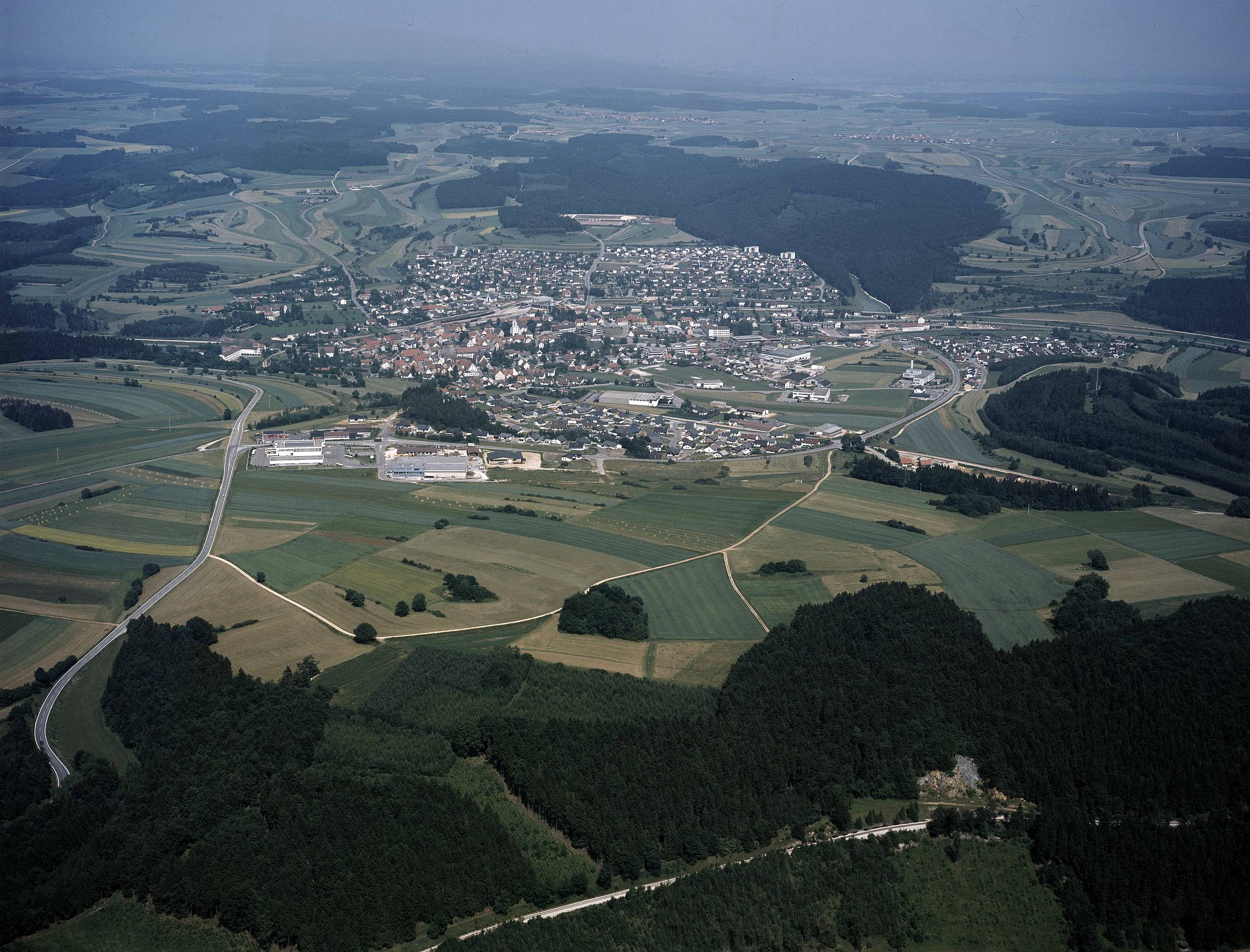
Gammertingen (1985)

In der Zeit des Nationalsozialismus befand sich in Gammertingen eines von fünf Lagern des weiblichen Reichsarbeitsdienstes (RAD) im damaligen preußisch-hohenzollerischen Landkreis Sigmaringen. Im Jahre 1940 wurden im Rahmen der „Euthanasie“-Tötungsaktion T4 von den NS-Machthabern 61 behinderte Menschen aus dem Heim Mariaberg nach Schloss Grafeneck verlegt und dort ermordet. Seit 1990 erinnert eine Gedenkstätte mit einer Stele des Bildhauers Harald Walter mit dazugehörigen Texttafeln an diese Verbrechen. Auch eine Dauerausstellung im Benediktinerinnen-Kloster informiert darüber.
Im Kalten Krieg plante die NATO den so genannten Fliegerhorst Gammertingen/Birkhof zur Stationierung eines Jagdbombergeschwaders mit zwei Staffeln des Typs F-104G. Dieser sollte vier Kilometer südwestlich von Gammertingen auf der Albhochfläche entstehen. Die Planungen dauerten von 1958 bis 1963 und wurden dann aufgegeben, nachdem sich das Vorhaben als baulich zu aufwändig herausgestellt hatte. Neben den Problemen mit der Quellfassung für die Gammertinger Trinkwasserversorgung und den nicht unerheblichen Erdarbeiten hatte es hartnäckigen Widerstand des Besitzers der Domäne Birkhof gegeben.

### Eingemeindungen
Die ehemals selbstständige Gemeinde Harthausen bei Feldhausen wurde unter Leo Leipert († 2009), von 1967 bis zur Eingemeindung Bürgermeister von Harthausen, am 1. Januar 1971 freiwillig in die Stadt Gammertingen eingemeindet.
Am 1. Januar 1975 wurden die bis dahin selbstständigen Gemeinden Bronnen, Feldhausen und Kettenacker eingemeindet.

### Einwohnerentwicklung
Die Einwohnerschaft von Gammertingen erhielt Wachstum von den Heimatvertriebenen der Nachkriegszeit über die Gastarbeiter und Zuwanderer der letzten Jahrzehnte – insbesondere aus Italien, dem früheren Jugoslawien, der Türkei, der ehemaligen Sowjetunion und von anderen Kontinenten.
Nach dem Ende des Laotischen Bürgerkriegs 1975 nach Gammertingen umgesiedelte Hmong-Familien und deren Nachkommen bilden mit 77 Mitgliedern (Stand 2002) die größte Hmong-Gemeinschaft Deutschlands.
| Jahr | Einwohner |
| ---- | --------- |
| 1939 | 2681      |
| 1950 | 3154      |
| 1961 | 3444      |
| 1970 | 4910      |
| 1980 | 5843      |
| 1990 | 6508      |
| 1995 | 6758      |

| Jahr | Einwohner |
| ---- | --------- |
| 2000 | 6916      |
| 2005 | 6828      |
| 2010 | 6451      |
| 2015 | 6341      |
| 2016 | 6.367     |
| 2017 | 6.338     |
| 2020 | 6.370     |

Einwohnerentwicklung von Gammertingen von 1939 bis 2017

Anzahl der Einwohner einschließlich der eingemeindeten Orte

### Konfessionsstatistik
Laut der Volkszählung 2011 waren 25,5 % der Einwohner evangelisch, 56,4 % römisch-katholisch und 18,1 % waren konfessionslos, gehörten einer anderen Religionsgemeinschaft an oder machten keine Angabe. Die Zahl der Protestanten und Katholiken ist seitdem gesunken. Anfang 2020 (Stand 1. Januar) hatte Gammertingen 6.433 Einwohner davon 50,9 % Katholiken, 21,9 % Protestanten und 27,2 % hatten entweder eine andere oder gar keine Religionszugehörigkeit.

## Politik

### Verwaltungsverband
Gammertingen ist Sitz des Gemeindeverwaltungsverbandes Laucherttal, bestehend aus Gammertingen, Neufra, Hettingen und Veringenstadt.

### Gemeinderat
Der Gemeinderat von Gammertingen umfasst derzeit 17 ehrenamtliche gewählte Mitglieder, deren Amtszeit fünf Jahre beträgt, sowie den Bürgermeister als ebenfalls stimmberechtigten Vorsitzenden. Er wird nach dem Verfahren der unechten Teilortswahl gewählt, das den einzelnen Ortsteilen Gammertingens jeweils eine bestimmte Anzahl an Vertretern im Gemeinderat garantiert. Durch Ausgleichsmandate kann sich dadurch die Gesamtzahl an Sitzen jedoch verändern. Die letzte Wahl vom 9. Juni 2024 führte bei einer Wahlbeteiligung von 60,0 % (2019: 55,8 %) zu folgendem Ergebnis:
| Partei / Liste                   | Stimmenanteil | +/− %p | Sitze | +/− |
| CDU                              | 46,5 %        | − 0,5  | 8     | ± 0 |
| Gleiches Recht für Alle (GRfA)   | 40,7 %        | + 4,4  | 7     | + 1 |
| Grüne + SPD + Unabhängige Bürger | 12,9 %        | − 3,8  | 2     | − 1 |

Darüber hinaus bestehen für die Ortsteile Bronnen/Mariaberg, Feldhausen, Harthausen und Kettenacker jeweils eigene Ortschaftsräte.

### Bürgermeister
Bürgermeister ist seit dem 1. Juni 2023 Andreas Schmidt (parteilos). Er konnte sich bei der Bürgermeisterwahl am 5. März 2023 mit knapp zwei Dritteln der Stimmen gegen Amtsinhaber Holger Jerg (CDU), der von 1999 bis 2023 amtierte, durchsetzen.

### Frühere Bürgermeister
- Johann Göggel (1840–1919) von 1899 bis 1912
- Karl Löffler (Hohenz. Zentrumspartei) (1862–1941) von 1912 bis 1931
- Jakob Hirning (1879–1959) bis 1945
- Marquard Spohn (CDU) (1885–1969) von 1945 bis 1949
- Johann-Georg Menz (CDU) (1895–1963) von 1949 bis 1955
- Eugen Reich (gest. 1978) von 1955 bis 1963
- Erwin Hirschle (CDU) (1936–2015), von 1963 bis 1999[22]
- Holger Jerg (CDU) (* 1962), von 1999 bis 2023

### Wappen
| Wappen der Stadt Gammertingen | Blasonierung: „In Silber (Weiß) nebeneinander eine aufrechte blaue Hirschstange und ein rot bewehrter und rot bezungter blauer Löwe.“ |
| Wappen der Stadt Gammertingen | Wappenbegründung: Das älteste, dem späten 14. Jahrhundert entstammende, in Abdrücken von 1412 bis ins 19. Jahrhundert hinein belegte Stadtsiegel zeigt ein nicht identifizierbares, aufgerichtetes vierbeiniges Tier vor der aufrechten Hirschstange. Das Tier wurde zeitweilig als Bär oder Hund missverstanden, doch kann es sich nach einer Zeichnung von 1535 dabei nur um den Löwen als das Wappentier der Grafen von Gammertingen handeln. Die Hirschstange lässt sich vom Wappen der Grafen von Veringen ableiten, unter deren Herrschaft Gammertingen im 13. Jahrhundert Stadt geworden ist. In einer Zeichnung von 1535 wurde sie allerdings schwarz tingiert und so mit Württemberg in Verbindung gebracht, das die Stadt 1447 und 1541 vorübergehend besessen beziehungsweise beansprucht hatte. Am 19. Januar 1965 verlieh das Innenministerium das in die jetzige Form gebrachte Wappen. |

### Städtepartnerschaften
- Trégueux in Frankreich, seit 1988[24]

## Kultur und Sehenswürdigkeiten
Gammertingen liegt an der Hohenzollernstraße und ist Teil der Ferienregion „Im Tal der Lauchert“.

### Museen
- Das städtische Museum im alten Oberamt zeigt wechselnde Ausstellungen, die vom Arbeitskreis „Museum Alter Oberamt“ gestaltet werden.[25]
- Das Harthauser Heimatmuseum verwahrt viele Exponate der Heimatgeschichte, unter anderem einen Wegweiser, der an einen schlauen Benzinger Dorfpolizisten erinnert. Dieser hatte einen Gänsedieb überführt, indem er nach den Schnäbeln suchte. Bis heute werden die Benzinger „Gaus-Schnäbel“ genannt. Der Wegweiser war 1938 bei der Straßenkreuzung am Winterlinger Rathaus in Richtung Sigmaringen aufgestellt worden.[26]

### Bauwerke
Gammertingen besitzt eine historische Altstadt im sogenannten Oser („Unser“) mit Resten der Stadtmauer und des Stadtgrabens sowie im Altstadtkern bei der Stadtmühle die frühmittelalterliche „St. Michaels-Kapelle“. Besonders bedeutsam ist auch das „Stadtschloss“ der ehemaligen freireichsritterlichen Herren von Speth, das heutige Rathaus. Nach Plänen des Architekten Pierre Michel d’Ixnard ist es 1775 unmittelbar an der Lauchert erbaut worden.

#### Oberamtsgebäude
Das ehemalige preußisch-hohenzollerische Oberamt in der Hohenzollernstraße wurde 2008 für rund eine Million Euro umfangreich renoviert. Das historische Gebäude wurde in den Jahren 1724/25 von dem Kaufmann und späteren Oberschultheiß Heinrich Clavell errichtet. Der Eisenwarenhändler und größte bürgerliche Grundbesitzer richtete hier die Wirtschaft Zum goldenen Adler ein. 1791 verkaufte er das Haus an Baron Marquard Carl Anton Speth, und von da an wurde es als Obervogteiamt der Speth’schen Herrschaft in Gammertingen genutzt. Nach der Übernahme durch das Fürstentum Hohenzollern-Sigmaringen 1827 und durch den preußischen Staat 1851 diente es als Oberamtsgebäude. Nach der Aufhebung des Oberamtes Gammertingen im Jahr 1925 wechselte die Nutzung. So war hier von 1933 bis 1936 das Rathaus untergebracht, danach die Landfrauenschule, im Zweiten Weltkrieg wurde es als Reservelazarett und danach als Stabsquartier der französischen Besatzungstruppen genutzt und schließlich als Schulhaus für das Progymnasium und später für die Förderschule. Zum 1. Oktober 2008 hat die Sozialstation Veringen-Gammertingen die beiden unteren Etagen bezogen. Das zweite Ober- und das Dachgeschoss beherbergen das städtische Museum im alten Oberamt.

#### Spethsches Schloss
Das Rathaus von Gammertingen befindet sich im ehemaligen Schloss der Freiherrn Speth von Zwiefalten. Es wurde 1775 an Stelle eines Schlosses aus dem 13. Jahrhundert in klassizistischem Stil von Pierre Michel d’Ixnard erbaut. Im Treppenhaus befindet sich das Andreas Brugger zugeschriebene Deckenfresko „Die Morgenröte“. Mehrere Räume sind noch im Zustand der Entstehungszeit. Auf der Terrasse zur Lauchert und an der Ostseite finden sich acht allegorische Sandsteinplastiken von Johann Georg Weckenmann. Der Fachwerkbau gegenüber, genannt „Schlössle“, wurde um 1550 erbaut und gehörte früher zum Schloss (Amtshaus). Zwischen beiden Gebäuden befand sich das untere Stadttor. Im historischen Schlosssaal finden das Jahr über Kammerkonzerte sowie weitere kulturelle Veranstaltungen („Jazz vor dem Schloss“) statt.

#### Sakralbauten

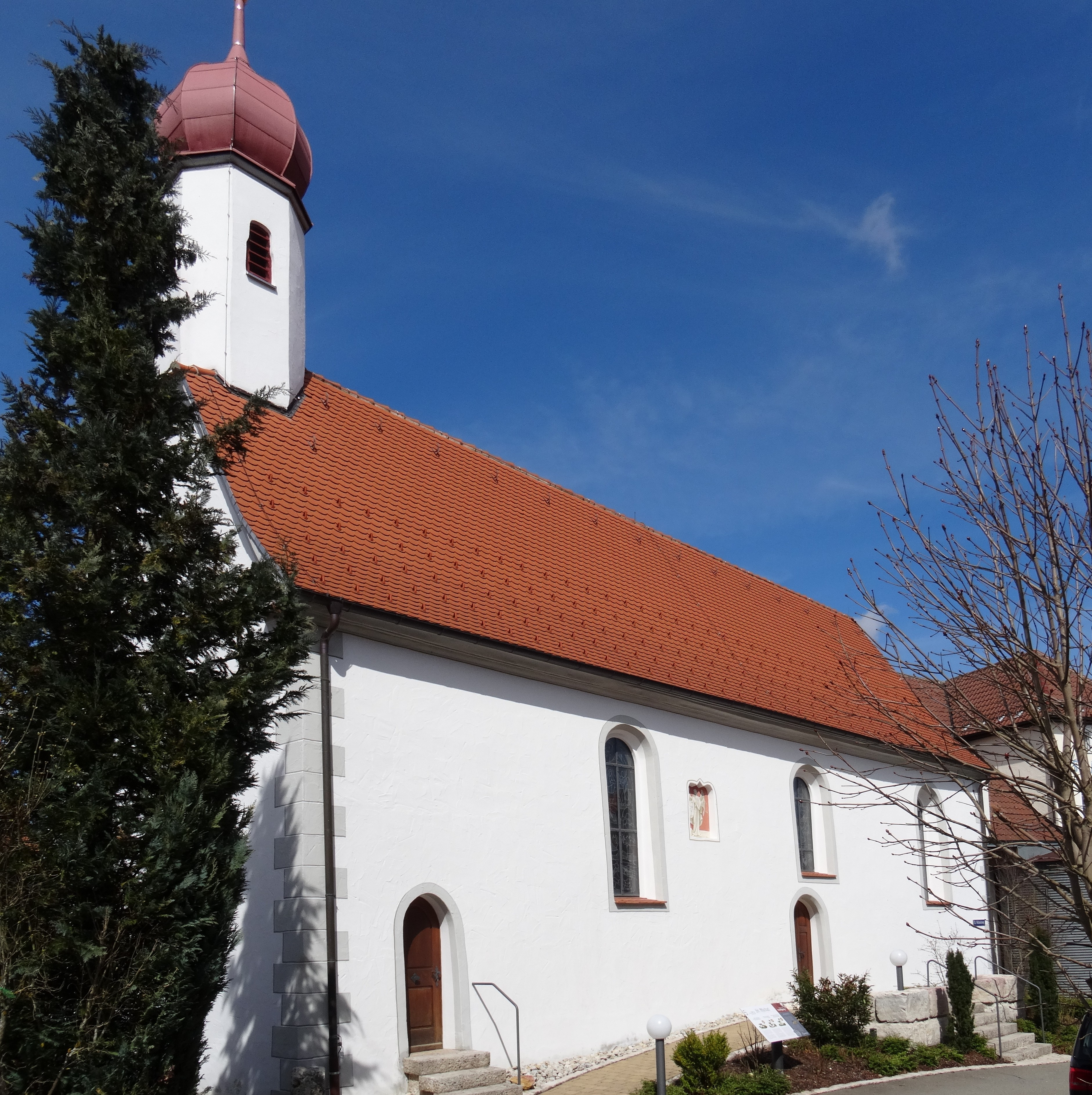
Michaelskapelle

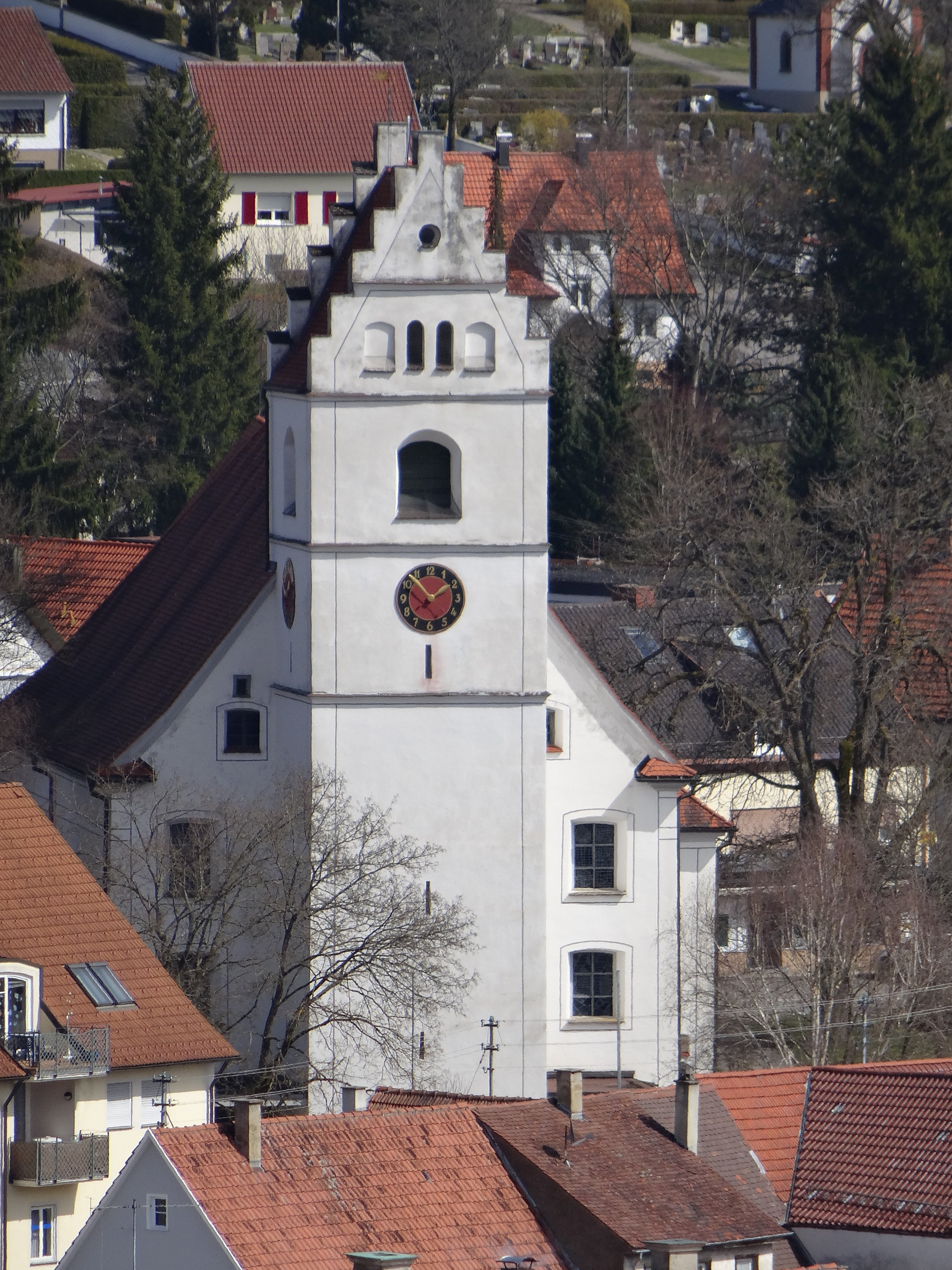
Stadtpfarrkirche Sankt Leodegar

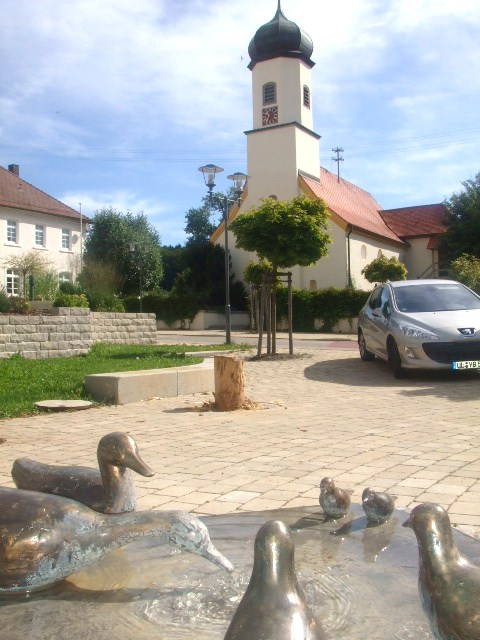
Vogeltränkebrunnen und Pfarrkirche St. Johannes Baptist, Harthausen

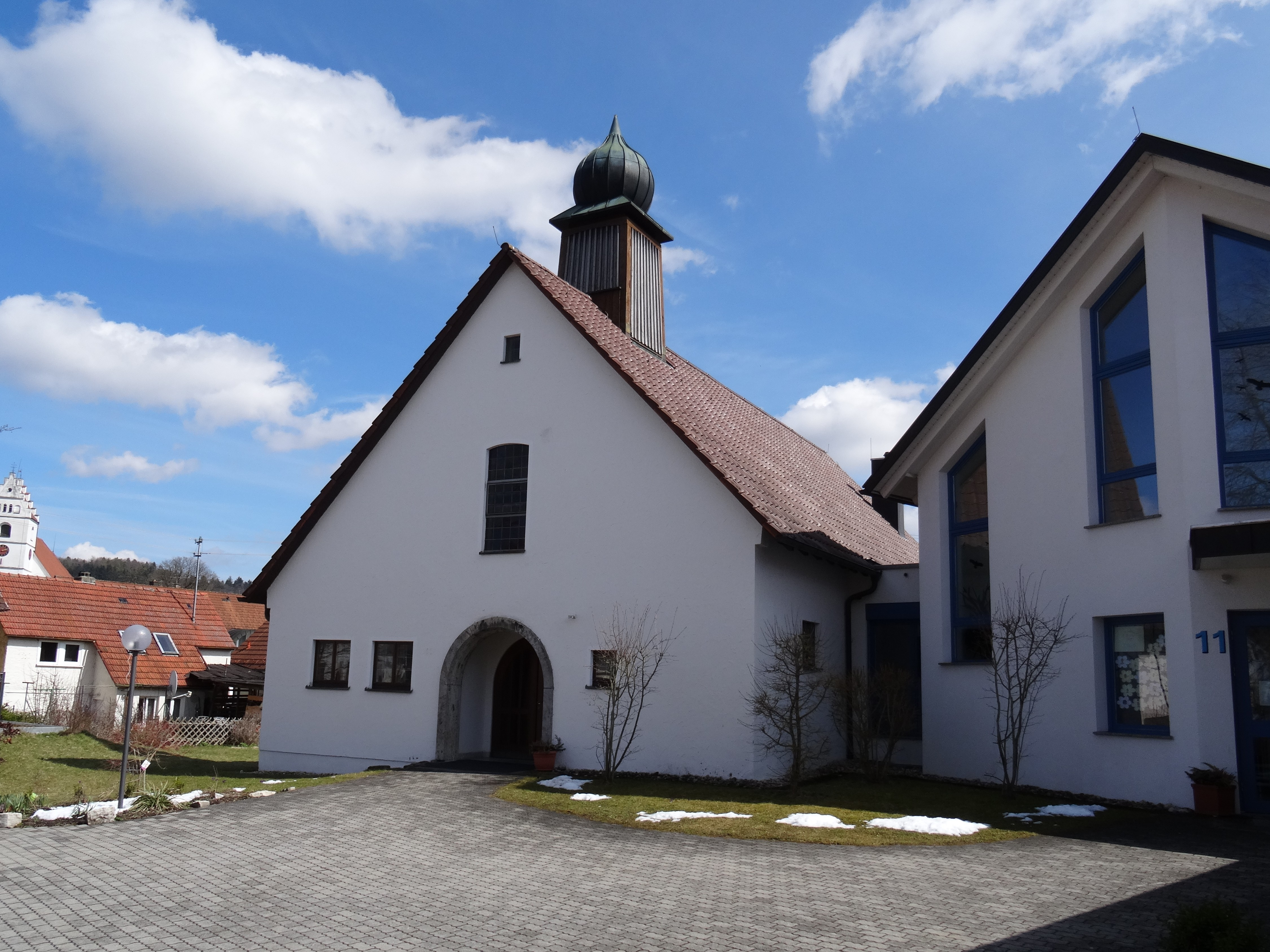
Evangelische Kirche in Gammertingen von 1957

##### Römisch-katholisch
- Die katholische Michelskirche, inmitten des „Oser“ gelegen, kann auf eine über 1000-jährige Geschichte zurückblicken.[28] Der heutige Bau ist eine Stiftung von Dorothea von Rechberg-Speth[29] aus dem Jahr 1589. Er wurde 1983 zum letzten Mal gründlich renoviert. Dach und Dachstuhl, Zeugnis der Handwerkskunst im 16. Jahrhundert, waren sanierungsbedürftig.[30] Aus diesem Grund wurde im Januar 2009 der Förderverein Michelskirch gegründet.[29] Im Mai 2009 konnten die Ausgrabungen der romanischen Fundamente bei der Michaelskirche abgeschlossen werden. Diese Fundamente gehören zu einer weiteren bisher unbekannte Mauer romanischen Ursprungs, welcher einer Vorgänger-Basilika um 1000 n. Chr. zugeordnet wird.[31] Der historische Dachstuhl und das Gebäudeinnere wurden renoviert, das Dach neu eingedeckt und der in Schieflage geratene Kirchturm restauriert.[32] Bei Ausgrabungen durch das Landesamt für Denkmalpflege Baden-Württemberg wurden 2010 Mauerreste, Fundamente und eine Treppenanlage gefunden.[33]
- Die klassizistische Kirche St. Leodegar entstand im 16. Jahrhundert auf der Stelle einer früheren Kirche. Diese erste Kirche wurde wohl im 14. Jahrhundert erbaut, einzig der Turm ist von ihr erhalten geblieben. Die neue Kirche wurde 1803/04 umgestaltet und 1996 innen renoviert. Als Baumeister gilt der Wegbereiter des Frühklassizismus in Süddeutschland Pierre Michel d’Ixnard.
- Die Fehlakapelle wurde 1990 durch eine umstürzende Weinbuche zerstört und von Gammertinger Bürgern wieder aufgebaut.[34]
- Das Benediktinerinnen-Kloster Mariaberg, das 1265 gegründet worden war, wurde 1802 im Rahmen der Säkularisation aufgehoben und fiel an das Königreich Württemberg, wo es dann zusammen mit Bronnen eine selbständige Gemeinde im Oberamt Reutlingen bildete.
- Die ehemalige Klosterkirche Mariaberg ist auf das im Mittelalter gegründete Kloster Mariaberg zurückzuführen. Der Neubau der Kirche erfolgte im Jahr 1683. Es wird als „Barockjuwel“ beschrieben. In der Tat ist die Kirche mit meisterhaften Hoch- und Seitenaltären sowie einem schönen Chorbogen-Kruzifix von 1688 ausgestattet. Heute finden dort evangelische Gottesdienste statt.
- Die Josefskapelle im Ortsteil Bronnen wurde 1708 erbaut und weist eine reich stuckierte Langhausdecke sowie einen zweigeschossigen Altaraufbau mit Leinwandbildern von Franz Joseph Spiegler auf.
- Die Kirche St. Nikolaus in Feldhausen wurde im Stil des Rokokos 1739 erbaut. Die gotische Muttergottes auf einer Mondsichel stammt aus der Zeit um 1500. Die Kirche ist geschmückt mit Altären von Balthasar Wild.
- Die Kirche St. Johannes Baptist in Harthausen, erbaut 1659, weist Stilelemente aus fünf Jahrhunderten auf.
- Die Kirche St. Martin in Kettenacker, ursprünglich von 1628, wurde 1955 neugebaut. Sie ist ausgestattet mit Rokokoplastiken, Stuckarbeiten und einem Ölbergbild.

Kreuzweg
- Vierzehn Bildstöcke bilden einen Kreuzweg zwischen den Ortsteilen Harthausen und Feldhausen

##### Protestantisch
- 1851 wurde in Gammertingen eine eigene evangelische Kirchengemeinde gegründet, die zum Kirchenkreis der hohenzollerischen Lande der Evangelischen Kirche der altpreußischen Union gehörte.[35]

- 1891 wurde in Gammertingen eine eigene evangelische Pfarrei errichtet. Durch Vertrag der Evangelischen Kirche der altpreußischen Union mit der Evangelischen Landeskirche in Württemberg wurde die Kirchengemeinde Gammertingen mit vier anderen preußischen evangelischen Kirchengemeinden mit Wirkung vom 1. April 1950 in die württembergische Landeskirche umgegliedert.

- 1957 wurde eine Kirche erbaut. Heute gehört die Evangelische Kirchengemeinde zum Kirchenbezirk Reutlingen.

#### Rathäuser
- Das Alte Rathaus (Hohenzollernstraße) ist ein denkmalgeschütztes Gebäude von 1806 neben dem Gammertinger Schloss, dem heutigen Rathaus. Es trägt diesen Namen, weil sich an dieser Stelle vor 1800 das Rathaus der Stadt befand. Das dreigeschossige Wohn- und Geschäftshaus mit Mansardwalmdach diente viele Jahre als Zeitungs- und Tabakwarengeschäft, wurde zwischenzeitlich verkauft und soll mit dem neuen Schlossflügel und dem Rathaus ein ansprechendes Ensemble bilden. Das Gebäude ist in vielen Teilen noch original und stilecht erhalten und verfügt über Wandvertäfelungen und Stuckdecken. Was in den 1960er Jahren verändert wurde, insbesondere der untere und der vordere Teil der Fassade, muss laut Denkmalamt zurückgebaut werden.[36]
- Das ehemalige Rat- und Schulhaus im Ortsteil Bronnen wurde in den 1980er-Jahren zum Bürgerhaus umgestaltet. Dabei wurde lediglich im Erdgeschoss eine Veränderung der Raumsituation vorgenommen. Die weiteren Geschosse und insbesondere das Dach waren in einem desolaten Zustand, was eine energetische Grundsanierung nach sich zog. 2011 wurde das multifunktionale Dorfgemeinschaftshaus neu eingeweiht.[37]

#### Ruinen und Burgen
- Auf einem markanten Felsvorsprung im Fehlatal südlich von Gammertingen liegt die Ruine Baldenstein, auch Altes Schloss genannt.[34]
- Am Weihtäle gegen Bronnen befand sich die Burg Hustneck[38] (Melchinger von Hustnegg[39]).
- Ihr gegenüber links der mäandernden Lauchert stand an der Steghalde gegen Bronnen die Burg Mündelstein[38] (Burg der Ritter Kiferli[40]). Auf dem Wendelstein mit einem Aussichtspunkt über das Laucherttal wurde 2004 vom Schwäbischen Albverein ein neues Kreuz aufgestellt. Die Geschichte des Kreuzes geht bis ins Mittelalter zurück.

### Naturdenkmäler
- Naturschutzgebiet Fehlatal

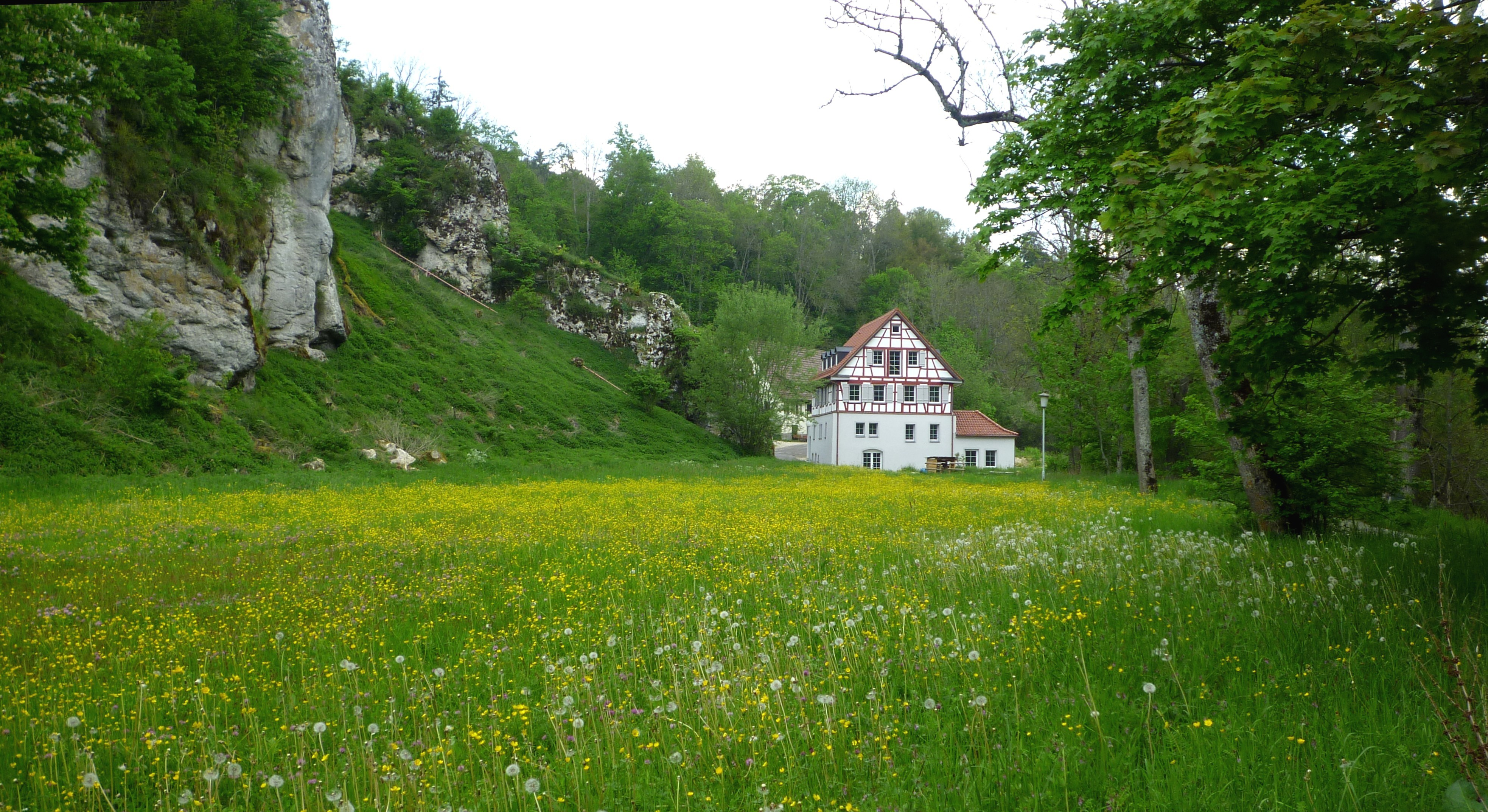
Fachwerkhaus „Alte Mühle“ im Tal der Lauchert beim Stadtteil Mariaberg

- Der Teufelstorfelsen zwischen Gammertingen und Hettingen ist ein als Naturdenkmal eingetragener Jurafelsen mit torartigem Durchbruch. Der Teufelstorfelsen dient als Aussichtspunkt auf das Laucherttal.[34]
- Am „Heiligenbühl“, mit 770 m ü. NN eine markante Kalkkuppe auf der östlichen Hälfte der Gemarkung Gammertingen, finden sich eine seltene Alb-Magerrasen-Flora mit Silberdistel, Enzian, Graslilie, Karthäusernelke und vielen anderen auch weniger auffälligen Blütenpflanzen sowie eine Wacholderheide und ein Kapellenstandort.
- Auf einer mageren Wiese in Mariaberg wurde 1993 durch den Gammertingen Albverein eine Streuobstwiese angelegt. Es wurden damals 44 Bäume alter Sorten gepflanzt. Einmal im Jahr am Ende des Winters werden die Bäume geschnitten.[41]
- Auf Gammertinger Gemarkung befinden sich die Annahöhle und das Fohlenloch.[42]

### Sport
In Gammertingen gibt es die Alb-Lauchert-Schwimmhalle und die Freizeitanlage an der Lauchert mit Kneippanlage, Barfußlehrpfad, Liegewiese und Badestrand. In Bronnen befindet sich der Themenspielplatz „Mensch und Wasser“.

## Wirtschaft und Infrastruktur
Als Unterzentrum im ländlichen Raum versorgt die Stadt eine Raumschaft von etwa 20.000 Einwohnern.

### Wirtschaft
Im Jahr 2022 erzielte Gammertingen Einnahmen aus der Gewerbesteuer in Höhe von 2,77 Millionen Euro. Mit einem Gewerbesteuerhebesatz von 350 % liegt die Stadt unter dem durchschnittlichen Gewerbesteuerhebesatz Deutschlands. Dieser beträgt 407 % (Stand: 2023).
Das Unternehmen Reifen Göggel erwirtschaftet am Hauptsitz Gammertingen mit 160 Mitarbeitern und 100 Fahrzeugen einen Jahresumsatz von rund 150 Millionen Euro. Der 1982 durch Bruno Göggel gegründete Reifengroßhandel hat bis zu 1,2 Millionen Reifen (Stand 2010) am Lager.

### Verkehr

#### Bus- und Bahnverkehr
Der Öffentlicher Personennahverkehr wird durch den Verkehrsverbund Neckar-Alb-Donau (NALDO) gewährleistet. Die Stadt befindet sich in der Tarifwabe 439. Für die Stadt selbst gilt der Stadttarif 39.

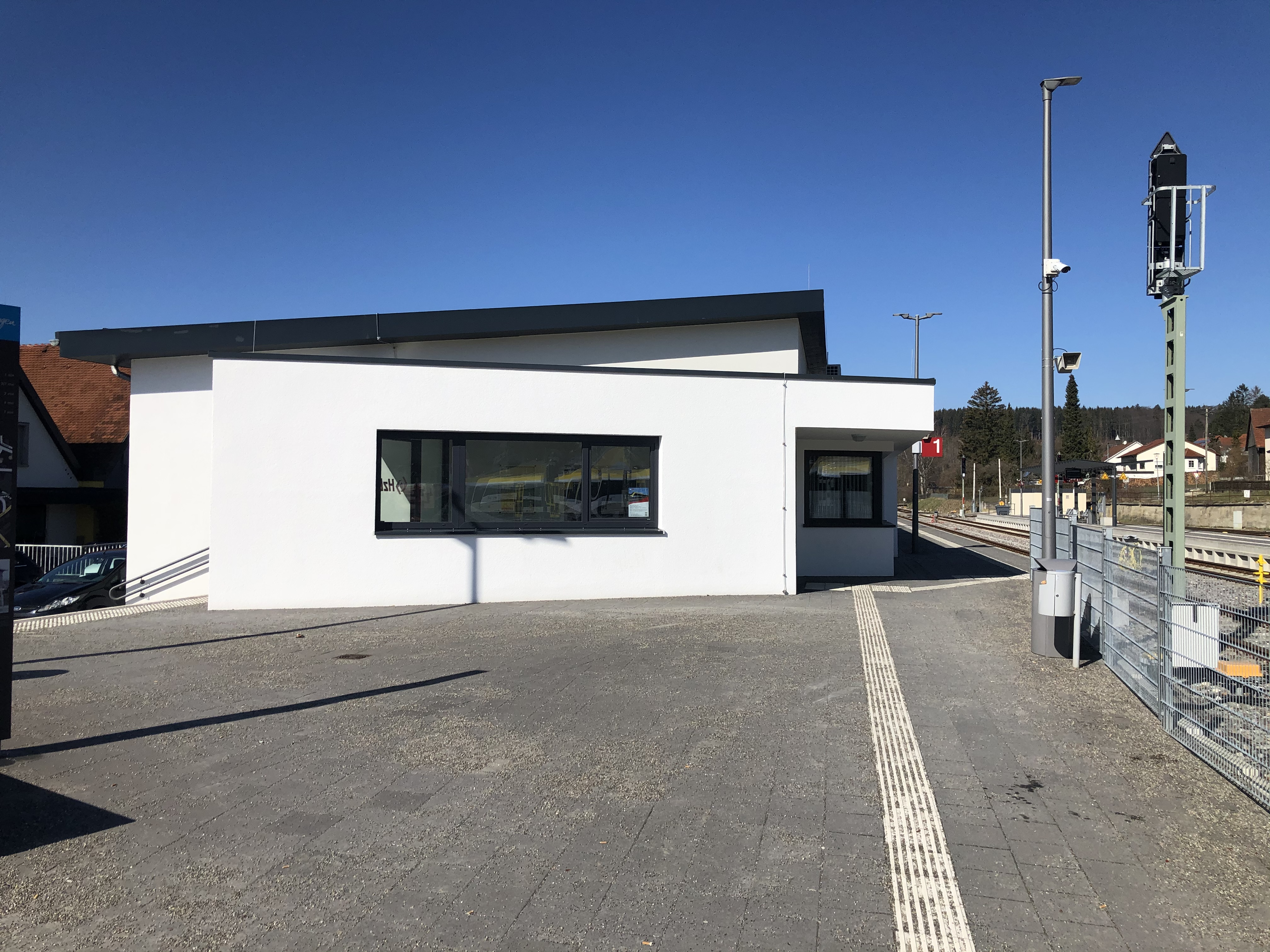
Neubau des Bahnhofs Gammertingen

Der Bahnhof Gammertingen liegt an der Bahnstrecke Engstingen–Sigmaringen, die Bahnstrecke Hechingen–Gammertingen zweigt hier ab. Die Stadt bildet den Betriebsmittelpunkt des Netzes der Hohenzollerischen Landesbahn.

#### Bundesstraßen
In Gammertingen vereinigen sich die Bundesstraßen 32 (von Hechingen kommend über Sigmaringen – Ravensburg – Kempten) und 313 (Reutlingen – Sigmaringen – Bodensee).

#### Radverkehr
Gammertingen liegt am Hohenzollern-Radweg, einem Fernradweg, der vom Bodensee über die hohenzollerischen Städte Sigmaringen und Hechingen nach Weinstadt im Rems-Murr-Kreis führt. Dabei verläuft er vom Sigmaringer Ortsteil Jungnau über Veringenstadt und Hettingen nach Gammertingen und weiter über Neufra und Burladingen nach Hechingen.

### Öffentliche Einrichtungen
Seit über 160 Jahren ist der Mariaberg e. V. (vor 2008 noch „Mariaberger Heime“) ein überregionales Zentrum für Dienstleistungen in der Jugend- und Behindertenhilfe sowie Träger vielfältiger Angebote im Gesundheits- und Bildungswesen. Rund 1300 Mitarbeiter erbringen für rund 2500 Menschen passende soziale, schulische, therapeutische und medizinische Hilfen. In 14 Betrieben und Werkstätten werden 120 junge Menschen schulisch und/oder beruflich ausgebildet.

### Kulturelle Einrichtungen
Die Stadtbücherei Gammertingen wurde im Jahr 1988 gegründet. Der Bestand beträgt inzwischen gut 20.000 Medieneinheiten.

### Bildung
Gammertingen besitzt ein ländliches Schulzentrum mit zwei Grundschulen, einer Hauptschule mit Werkrealschule, einer Förderschule, einer Realschule und einem Gymnasium (GymGam). Außerdem gibt es zwei Kindergärten.
Im Teilort Mariaberg befinden sich eine Sonderschule für geistig Behinderte, ein integrativer Kindergarten, eine gewerbliche und hauswirtschaftliche Sonderberufschule sowie eine Evangelische Fachschule für Sozialpädagogik.

### Klinik
In Gammertingen befindet sich eine psychiatrische Privatklinik, die Wendelstein-Klinik.

## Persönlichkeiten

### Söhne und Töchter der Stadt
- Franz Xaver Clavel (1729–1793), Oberamtmann in Scheer
- Heinrich Reiser (1805–1889), Pädagoge und hohenzollerischer Landtagsabgeordneter
- Carl Otto Harz (1842–1906), Botaniker
- Anton Reiser (1869–1923), Verwaltungsbeamter und Politiker
- Max Ebbecke (1882–1945), Jurist und Wirtschaftsfunktionär
- Ulrich Ebbecke (1883–1960), Physiologe und Hochschullehrer

### Persönlichkeiten, die vor Ort gewirkt haben
- Carl Heinrich Rösch (1807–1866), Gründer der Heil- und Pflegeanstalt Mariaberg
- Franz Josef Werner (1847–1908), Redakteur und Verleger der Lauchert-Zeitung
- Hermann Anton Bantle (1872–1930), Straßberger Meister der sakralen Monumentalmalerei. Sein Nachlass von 468 Bildern ist im Besitz der Stadt Gammertingen.
- Erwin Brugger (1920–1987), Oberstudiendirektor und hohenzollerischer Landespolitiker, seit 1985 Träger der Verdienstmedaille des Landes Baden-Württemberg
- Herbert Burkarth, (1924–2006), Arzt und Heimatforscher, seit 2001 Träger der Heimatmedaille des Landes Baden-Württemberg
- Botho Walldorf (* 1945), Heimatkundler. Träger der Heimatmedaille des Landes Baden-Württemberg
- Marius Reiser (* 1954), katholischer Theologe (Neutestamentler)